# Leichtathletik-Weltmeisterschaften der Behinderten 2011/Teilnehmer (Deutschland)
| stlisierte Goldmedaille | stlisierte Silbermedaille | stlisierte Bronzemedaille |
| ----------------------- | ------------------------- | ------------------------- |
| 8                       | 8                         | 8                         |

Vom Deutschen Behindertensportverband (DBS), dem Nationalen Paralympischen Komitee (NPC) für Deutschland, wurden 34 Athleten und Athletinnen (19 Frauen und 15 Männer) sowie drei Begleitläufer für die Leichtathletik-Weltmeisterschaften der Behinderten 2011 entsandt, darunter fünf Titelverteidiger. Mathias Mester konnte nicht teilnehmen, da er sich nach einer Rückenoperation im Aufbautraining befand. 15 der 34 Sportler waren erstmals bei einer IPC WM, und elf der Teilnehmer rangierten in der Weltrangliste des Qualifikationszeitraumes auf dem ersten Platz.
Das Durchschnittsalter der Mannschaft lag bei 29,7 Jahren: Jüngste Teilnehmerin war Maike Hausberger, die kurz zuvor ihren 16. Geburtstag feierte, und mit 57 Jahren war Marianne Buggenhagen die älteste Athletin.
Zum Funktionsteam gehörten neben Bundestrainer Willi Gernemann u. a. Karl-Heinz Düe, Lutz Kramer, Steffi Nerius, Klaus Schneider, Jürgen Schult und Norbert Stein.

## Ergebnisse

### Frauen
| Athletinnen                                                                                          | Wettbewerb              | Vorlauf / Vorkampf | Vorlauf / Vorkampf | Halbfinale   | Halbfinale | Finale             | Finale |
| Athletinnen                                                                                          | Wettbewerb              | Zeit / Weite       | Rang               | Zeit / Weite | Rang       | Zeit / Weite       | Rang   |
| --- | ----------------------- | ------------------ | ------------------ | ------------ | ---------- | ------------------ | ------ |
| Katrin Müller-Rottgardt                                                                              | 100 m T13               | –                  | –                  | –            | –          | 13,11 s            | 6      |
| Uta Streckert                                                                                        | 100 m T35               | –                  | –                  | –            | –          | 18,45 s            | 4      |
| Claudia Nicoleitzik                                                                                  | 100 m T36               | 15,75 s            | 4                  | –            | –          | 15,13 s SB         | 4      |
| Maria Seifert                                                                                        | 100 m T37               | 14,48 s            | 1                  | –            | –          | 14,24 s SB         |        |
| Tamira Slaby                                                                                         | 100 m T38               | 14,50 s            | 3                  | –            | –          | 14,21 s SB         | 5      |
| Vanessa Low                                                                                          | 100 m T42               | –                  | –                  | –            | –          | 17,43 s SB         |        |
| Jana Schmidt                                                                                         | 100 m T42               | –                  | –                  | –            | –          | 17,01 s SB         |        |
| Katrin Green                                                                                         | 100 m T44               | –                  | –                  | –            | –          | 13,56 s SB         |        |
| Astrid Höfte                                                                                         | 100 m T44               | –                  | –                  | –            | –          | DNS                | –      |
| Katrin Müller-Rottgardt                                                                              | 200 m T13               | –                  | –                  | –            | –          | 26,80 s SB         | 6      |
| Uta Streckert                                                                                        | 200 m T35               | –                  | –                  | –            | –          | 38,13 s            |        |
| Claudia Nicoleitzik                                                                                  | 200 m T36               | 32,40 s            | 3                  | –            | –          | 31,93 s            |        |
| Maike Hausberger                                                                                     | 200 m T37               | 32,89 s            | 5                  | –            | –          | nicht qualifiziert | 15     |
| Maria Seifert                                                                                        | 200 m T37               | 30,20 s            | 1                  | –            | –          | 33,53 s            | 7      |
| Tamira Slaby                                                                                         | 200 m T38               | 29,48 s            | 5                  | –            | –          | 29,02 s            | 4      |
| Katrin Green                                                                                         | 200 m T44               | –                  | –                  | –            | –          | 28,30 s SB         |        |
| Astrid Höfte                                                                                         | 200 m T44               | –                  | –                  | –            | –          | 29,82 s            | 6      |
| Maike Hausberger                                                                                     | 400 m T37               | 1:14,36 min        | 3                  | –            | –          | 1:13,52 min        | 6      |
| Kidisti Weldemichael                                                                                 | 800 m T11               | 2:32,10 min        | 3                  | –            | –          | 2:31,92 min        | 4      |
| Yvonne Sehmisch                                                                                      | 100 m Rennrollstuhl T54 | 18,22 s            | 4                  | –            | –          | 18,23 s            | 7      |
| Yvonne Sehmisch                                                                                      | 200 m Rennrollstuhl T54 | –                  | –                  | –            | –          | 32,43 s            | 4      |
| Yvonne Sehmisch                                                                                      | 400 m Rennrollstuhl T54 | 1:01,96 min        | 5                  | –            | –          | nicht qualifiziert | 9      |
| Maria Seifert, Maike Hausberger, Tamira Slaby, Claudia Nicoleitzik (nicht eingesetzt: Uta Streckert) | 4 × 100 m T35-38        | –                  | –                  | –            | –          | 58,49 s            | 4      |
| Katrin Müller-Rottgardt                                                                              | Weitsprung F13          | –                  | –                  | –            | –          | 5,24 m SB          | 7      |
| Maike Hausberger                                                                                     | Weitsprung F38          | –                  | –                  | –            | –          | 3,78 m             | 5      |
| Vanessa Low                                                                                          | Weitsprung F42          | –                  | –                  | –            | –          | 3,47 m             | 4      |
| Jana Schmidt                                                                                         | Weitsprung F42          | –                  | –                  | –            | –          | 3,33 m             | 5      |
| Astrid Höfte                                                                                         | Weitsprung F44/46       | –                  | –                  | –            | –          | 4,62 m             | 6      |
| Frances Herrmann                                                                                     | Kugelstoßen F32/33/34   | –                  | –                  | –            | –          | 7,06 m             | 8      |
| Birgit Kober                                                                                         | Kugelstoßen F32/33/34   | –                  | –                  | –            | –          | 9,30 m             |        |
| Birgit Pohl                                                                                          | Kugelstoßen F32/33/34   | –                  | –                  | –            | –          | 7,99 m             | 4      |
| Michaela Floeth                                                                                      | Kugelstoßen F42/44/46   | –                  | –                  | –            | –          | 12,56 m            |        |
| Jana Schmidt                                                                                         | Kugelstoßen F42/44/46   | –                  | –                  | –            | –          | 9,11 m AR          | 5      |
| Marianne Buggenhagen                                                                                 | Kugelstoßen F54/55/56   | –                  | –                  | –            | –          | 8,48 m SB          |        |
| Martina Willing                                                                                      | Kugelstoßen F54/55/56   | –                  | –                  | –            | –          | 8,22 m CR          | 6      |
| Sina Christen                                                                                        | Diskuswurf F12          | –                  | –                  | –            | –          | 38,17 m            | 4      |
| Marianne Buggenhagen                                                                                 | Diskuswurf F54/55/56    | –                  | –                  | –            | –          | 26,95 s SB         |        |
| Martina Willing                                                                                      | Diskuswurf F54/55/56    | –                  | –                  | –            | –          | 21,38 m            | 4      |
| Frances Herrmann                                                                                     | Speerwurf F33/34/52/53  | –                  | –                  | –            | –          | 16,40 m            | 5      |
| Birgit Kober                                                                                         | Speerwurf F33/34/52/53  | –                  | –                  | –            | –          | 23,54 m            |        |
| Birgit Pohl                                                                                          | Speerwurf F33/34/52/53  | –                  | –                  | –            | –          | 15,83 m            | 6      |
| Marianne Buggenhagen                                                                                 | Speerwurf F54/55/56     | –                  | –                  | –            | –          | 16,70 m SB         | 7      |
| Martina Willing                                                                                      | Speerwurf F54/55/56     | –                  | –                  | –            | –          | 22,65 m            |        |

### Männer
| Athleten                                                  | Wettbewerb              | Vorlauf / Vorkampf | Vorlauf / Vorkampf | Halbfinale   | Halbfinale | Finale             | Finale |
| Athleten                                                  | Wettbewerb              | Zeit / Weite       | Rang               | Zeit / Weite | Rang       | Zeit / Weite       | Rang   |
| --------------------------------------------------------- | ----------------------- | ------------------ | ------------------ | ------------ | ---------- | ------------------ | ------ |
| Niels Stein                                               | 100 m T35               | –                  | –                  | –            | –          | 13,59 s SB         |        |
| Heinrich Popow                                            | 100 m T42               | –                  | –                  | –            | –          | 12,56 s CR         |        |
| David Behre                                               | 100 m T44               | 11,79 s            | 3                  | –            | –          | 11,96 s            | 7      |
| Markus Rehm                                               | 100 m T44               | 12,13 s            | 3                  | –            | –          | nicht qualifiziert | 10     |
| Matthias Schröder                                         | 200 m T12               | 22,58 s            | 3                  | –            | –          | nicht qualifiziert | 6      |
| Niels Stein                                               | 200 m T35               | –                  | –                  | –            | –          | 28,68 s            | 4      |
| Heinrich Popow                                            | 200 m T42               | –                  | –                  | –            | –          | 26,92 s            | 4      |
| David Behre                                               | 200 m T44               | 23,30 s AR         | 2                  | –            | –          | 23,14 s AR         | 4      |
| Matthias Schröder                                         | 400 m T12               | 51,15 s            | 1                  | –            | –          | 50,96 s            |        |
| David Behre                                               | 400 m T44               | –                  | –                  | –            | –          | 51,40 s SB         |        |
| Max Bergmann                                              | 800 m T13               | –                  | –                  | –            | –          | 2:04,03 min        | 7      |
| Marc Schuh                                                | 100 m Rennrollstuhl T54 | 14,82 s            | 2                  | 14,81 s      | 3          | 15,05 s            | 8      |
| Marc Schuh                                                | 200 m Rennrollstuhl T54 | 25,99 s            | 1                  | 26,01 s      | 3          | 26,08 s            | 6      |
| Marc Schuh                                                | 400 m Rennrollstuhl T54 | 50,14 s            | 1                  | 48,17 s      | 2          | 48,34 s            |        |
| Reinhold Bötzel, Heinrich Popow, Markus Rehm, David Behre | 4 × 100 m T42-46        | –                  | –                  | –            | –          | 45,71 s            | 4      |
| Reinhold Bötzel                                           | Hochsprung F46          | –                  | –                  | –            | –          | 1,85 m SB          | 4      |
| Thomas Ulbricht                                           | Weitsprung F13          | –                  | –                  | –            | –          | 6,21 m             | 8      |
| Wojtek Czyz                                               | Weitsprung F42          | –                  | –                  | –            | –          | 6,14 m             |        |
| Heinrich Popow                                            | Weitsprung F42          | –                  | –                  | –            | –          | 6,23 m CR          |        |
| Markus Rehm                                               | Weitsprung F44          | –                  | –                  | –            | –          | 7,09 m             |        |
| Sebastian Dietz                                           | Kugelstoßen F35/36      | –                  | –                  | –            | –          | 12,91 m SB         | 4      |
| Frank Tinnemeier                                          | Kugelstoßen F42         | –                  | –                  | –            | –          | 12,73 m            | 5      |
| Ulrich Iser                                               | Kugelstoßen F54/55/56   | –                  | –                  | –            | –          | 11,38 m SB         |        |
| Sebastian Dietz                                           | Diskuswurf F35/36       | –                  | –                  | –            | –          | 37,38 m SB         | 5      |
| Ali Ghardooni                                             | Diskuswurf F57/58       | –                  | –                  | –            | –          | 44,29 m            |        |
| Marc Lembeck                                              | Speerwurf F13           | –                  | –                  | –            | –          | 46,99 m SB         | 10     |
| Marc Lembeck                                              | Fünfkampf P11-13        | –                  | –                  | –            | –          | 3027 Punkte        | 4      |
| Thomas Ulbricht                                           | Fünfkampf P11-13        | –                  | –                  | –            | –          | 3046 Punkte        |        |